# Краткие сообщения Института археологии
Краткие сообщения Института археологии (КСИА) — общероссийский археологический научный журнал, цель которого — введение в научный оборот результатов профессиональных исследований, формирование современных концепций по проблемам археологической науки.
Публикуемые материалы, посвящённые актуальной тематике, разрабатываемой сотрудниками Института археологии РАН и других научных учреждений, организованы в журнале по тематическому и хронологическому принципу. Периодически отдельным блоком размещаются материалы той или иной научной конференции, организованной в ИА РАН или с его участием.
Выходит четыре раза в год, допускается публикация одного дополнительного выпуска.
С 2010 года КСИА входит в Перечень рецензируемых научных журналов и изданий, рекомендованных ВАК.
Журнал включён в следующие базы:
- Научная электронная библиотека ELIBRARY.RU
- Российский индекс научного цитирования (РИНЦ), а также ядро РИНЦ
- Russian Science Citation Index на платформе Web of Science
- Базы данных платформы EBSCOhost
- SCOPUS
- ERIH PLUS

## История
Серийное издание «Краткие сообщения Института археологии» (КСИА) выходит с 1939 года. С первого выпуска на первой странице обложки издания помещается его неизменный логотип — изображение скифской бляхи из коллекции Эрмитажа в виде свернувшейся кольцом пантеры. Первоначальное название журнала — «Краткие сообщения о докладах и полевых исследованиях Института истории материальной культуры» (КСИИМК). Он был задуман как информационное издание, основная задача которого состояла в том, чтобы знакомить читателей с текущей работой ИИМК. В 1960 году (выпуск 81) название изменилось в связи с переименованием Института истории материальной культуры (ИИМК) в Институт археологии. Соответственно журнал стал называться «Краткие сообщения о докладах и полевых исследованиях Института археологии», а с выпуска 121 название было сокращено: «Краткие сообщения Института археологии» (КСИА). Под этим названием журнал издается до настоящего времени. В 1960-е годы характерной чертой КСИА стал тематический принцип формирования содержания. Экономические трудности начала 1990-х годов привели к перерыву в издании КСИА. Журнал был возобновлён после восьмилетнего перерыва выпуском 211 по инициативе директора Института археологии чл.-корр. РАН Р. М. Мунчаева. При этом тематический подход к формированию выпусков был сохранен и поддерживается в настоящее время. Таким образом, журнал прошел путь от информационного издания, освещающего работу Института, к археологическому журналу широкого профиля, представляющему результаты исследовательских проектов и полевых работ на территории РФ.

### Ответственные (главные) редакторы
- д.и.н. С. Н. Бибиков (1939—1941)
- д.и.н. М. И. Артамонов (1945)
- акад. Б. Д. Греков (1946)
- чл.-корр. АН СССР А. Д. Удальцов (1947—1957)
- д.и.н. Т. С. Пассек (1958—1968)
- д.и.н. И. Т. Кругликова (1970—1993)
- акад. В. В. Седов (2001—2004)
- акад. Н. А. Макаров (с 2005)

## Редакционная коллегия
В состав редколлегии входят: д.и.н. Л. И. Авилова (зам. главного редактора), к.и.н. К. Н. Гаврилов, член-корр. РАН М. В. Добровольская, д.и.н. А. А. Завойкин, д.и.н. В. И. Завьялов, д.и.н. М. М. Казанский (Франция), д.и.н. А. Р. Канторович, к.и.н. В. Ю. Коваль, к.и.н. Н. В. Лопатин, к.и.н. Ю. В. Лунькова (отв. секретарь), В. Николов (Болгария), Ю. Ю. Пиотровский, д.и.н. Н. М. Чаиркина, д.и.н. В. Е. Щелинский.